# Paracheilinus rubricaudalis
Paracheilinus rubricaudalis es una especie de pez perciforme de la familia Labridae.

## Morfología
La máxima longitud registrada es de 5,6 cm, en un espécimen macho.

## Distribución geográfica
Es un pez marino que vive a profundidades de entre 15 y 46 m. Se encuentra en el centro-este y centro-oeste del océano Pacífico, registrándose su presencia en Australia, Fiyi, las islas Salomón, Tonga y Vanuatu.